# Largo da Batalha
Largo da Batalha é um bairro da cidade de Niterói pertencente à Região Administrativa de Pendotiba. O Largo da Batalha, porta de entrada da Região de Pendotiba, limita-se com Ititioca, Badu, Cantagalo, Maceió, Cachoeiras, Sapê e Viradouro.
Recebeu em março de 2020, uma Praça em homenagem ao Skatista e ativista dos movimentos  skateatas impulsionadores de conscientização para transformar o skate reconhecido como esporte oficialmente -  Flávio Moura, conhecido como "Charlie" pelos amigos ( por ter sido Presidente do Fã Clube da Banda Charlie Brown Jr). Logo assim que chegou de  um trabalho cinematográfico associado ao skate, realizado na Espanha,  Flávio teve sua vida encerrada afogado na Praia de Camboinhas - Niterói - RJ. A praça foi inaugurada pelo atual prefeito Rodrigo Neves, que a nomeou como "Flávio Moura" (Charlie), reconhecendo seu papel fundamental e relevante para o  movimento de reconhecimento do skate e para os skatistas em Niterói, que por muitos anos lutaram por espaços esportivos que incluíssem as rampas. 
Enriquecendo ainda mais o cartão postal da Cidade Sorriso, a Praça do "Charlie " agora se torna o novo point e palco do Skate em Niterói, localizada no centro do Largo da Batalha, próximo a rua mais famosa do bairro: "Reverendo Armando Ferreira".

## Etimologia
O nome do bairro, segundo depoimentos, sugere embates ocorridos no local em virtude de sua posição estratégica. Tal suposição deve-se ao fato de ter sido encontrado em local próximo (vacaria/badu) um canhão que, posteriormemte (anos 40) foi retirado pelo Exército Brasileiro. Diz outra lenda que a localidade era o ponto preferido do índio Arariboia para se refugiar dos embates com os franceses, invasores da Baía de Guanabara. Uma terceira versão atribui o nome do bairro a grandes " batalhas " de folia, resultantes do encontro de diversos blocos carnavalescos. O Largo da Batalha sedia atualmente três escolas de samba, fato que reforça essa hipótese.

## História

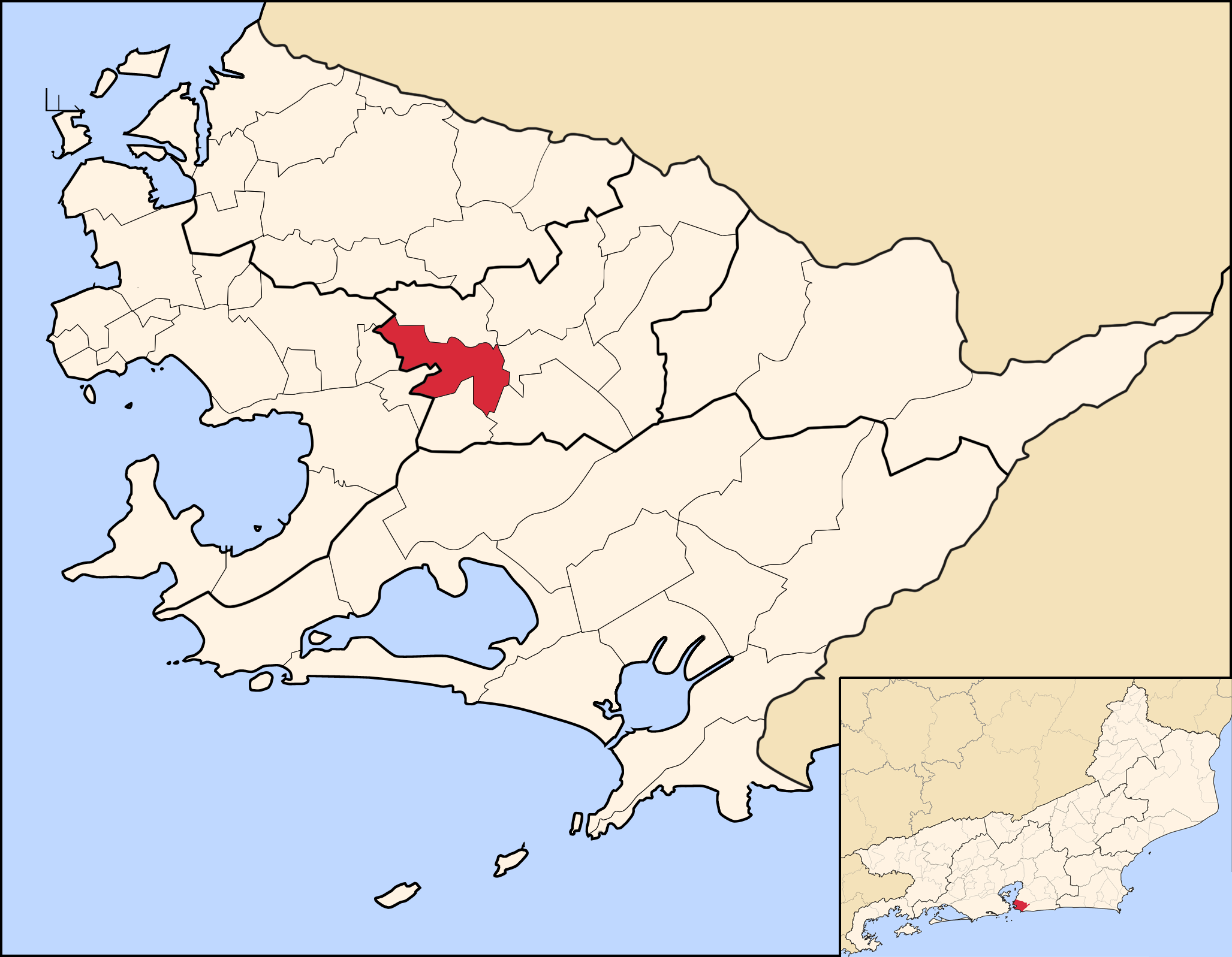
Localização do bairro do Largo da Batalha no município de Niterói.

Por sua posição geográfica, sendo um entroncamento natural de vários caminhos, o Largo da Batalha era passagem obrigatória para o escoamento da produção agrícola das fazendas do Engenho do Mato, de Piratininga e outras, através da antiga estrada da Garganta em direção ao Centro - onde finalmente era distribuída.
Atualmente, a população concentra-se nas localidades de Igrejinha, parte do Morro do Atalaia, Morro do Caranguejo, parte do Monan Grande, na Pedra Branca e no Castelinho, que reunidas formam o Largo da Batalha. Nestas áreas, as residências apresentam padrão construtivo oscilando entre baixo e precário (PMN/SUMA) e que, muitas vezes, se apresentam numa disposição de aglomeração, o que traduz o nível sócio-econômico dos moradores do bairro. Entretanto, coexistem alguns condomínios de classe média e várias casas de alto padrão construtivo.